# Frauen, die durch die Hölle gehen
Frauen, die durch die Hölle gehen ist ein international co-produzierter europäischer Western, der 1966 unter der Regie von Rudolf Zehetgruber und Produzent Sidney W. Pink entstand. Der von der Kritik negativ aufgenommene Film zeigt Anne Baxter in der Hauptrolle. Er hatte am 26. September 1966 Premiere in Spanien, zu Anfang 1967 in Österreich und wurde in Deutschland als Die durch die Hölle gehen erstmals am 1. November 1968 gezeigt. Es existieren verschiedene Schnittversionen des Films.

## Handlung
Nachdem ihr Siedlertreck von Indianern überfallen und aufgerieben wurde, reisen sieben Frauen, die den Überfall in einer Felsenhöhle überstanden haben, alleine weiter durch die Wüste von Arizona. Sie möchten Fort Lafayette erreichen, haben aber weder Pferde noch Gewehre oder Nahrung bei sich. Derweil wird ein Reitertrupp entsandt, um die Frauen zu finden. Als die beiden Gruppen sich treffen, werden sie bald erneut von den Indianern angegriffen. Der Anführer des Trupps kann die Frauen diesmal auf einem Friedhof verstecken, während er sich mit seinen Männern dem Angriff stellt. Außer dem Anführer überlebt niemand.
Die Reise wird fortgesetzt; die plündernden Indianer planen einen finalen Angriff, als der Stammesführer interveniert. Er beobachtete bislang das Geschehen und bewundert den Mut und das Durchhaltevermögen der Frauen. Deshalb werden sie auf dem Rest ihrer Reise sicher vorankommen.

## Kritik
Negativ äußerte sich das Lexikon des internationalen Films, das das Werk als „unterdurchschnittliche[n] europäische[n] Western mit breit ausgespielten brutalen Kampfszenen und Konzessionen an die Sexwelle“ bezeichnete, Christian Keßler, der zum kurzen Fazit „öde“ kommt, sowie cinema mit dem nicht minder kurzen „Frauen marschieren, der Film aber lahmt“.

## Synchronisation
Anne Baxter wird von Ilse Kiewiet, Gustavo Rojo von Rainer Brandt gesprochen.